# Mothermania
Mothermania (podnaslov; The Best of the Mothers) kompilacijski je album američkog glazbenika Franka Zappe i glazbenog sastava The Mothers of Invention, koji izlazi u ožujku 1969.g. 
Album sadrži skladbe koje je osobno izabrao Zappa s prethodno snimljenih albuma Freak Out!, Absolutely Free i We're Only in It for the Money. Međutim skladbe su posebno miksane i obrađene kako bi bile specifične za ovaj album. Ovaj album nije nikada doživio reizdanje na CD-u ili nekom drugom formatu što su željeli kolekcionari.

## Popis pjesama
Sve pjesme napisao je Frank Zappa.

### Side one
1. "Brown Shoes Don't Make It" – 7:26
2. "Mother People" – 1:41
3. "Duke of Prunes" – 5:09
4. "Call Any Vegetable" – 4:31
5. "The Idiot Bastard Son" – 2:26

### Side two
1. "It Can't Happen Here" – 3:13
2. "You're Probably Wondering Why I'm Here" – 3:37
3. "Who Are The Brain Police?" – 3:22
4. "Plastic People" – 3:40
5. "Hungry Freaks, Daddy" – 3:27
6. "America Drinks and Goes Home" – 2:43

## Izvođači
- Frank Zappa – gitara, dirigent, klavijature, vokal, ostalui instrumenti
- Jimmy Carl Black – udaraljke, bubnjevi
- Roy Estrada – bas-gitara, vokal
- Bunk Gardner – puhački instrumenti
- Don Preston – bas-gitara, klavijature
- Euclid James Sherwood – gitara, vokal, puhački instrumenti
- Arthur Tripp
- Ian Underwood

## Produkcija
- Producent: Frank Zappa, Tom Wilson
- Direktor projekcije: Val Valentine
- Projekcija: Ami Hadani, Tom Hidley, Gary Kelgren i Dick Kunc.
- Aranžer: Frank Zappa
- Dizajn omota albuma: Cal Schenkel